# Caladenia cruciformis
Caladenia cruciformis là một loài thực vật có hoa trong họ Lan. Loài này được D.L.Jones mô tả khoa học đầu tiên năm 1999.